# LTB4R
LTB4R (англ. Leukotriene B4 receptor) – білок, який кодується однойменним геном, розташованим у людей на короткому плечі 14-ї хромосоми. Довжина поліпептидного ланцюга білка становить 352 амінокислот, а молекулярна маса — 37 557.
| 10         |  | 20         |  | 30         |  | 40         |  | 50         |
| ---------- |  | ---------- |  | ---------- |  | ---------- |  | ---------- |
| MNTTSSAAPP |  | SLGVEFISLL |  | AIILLSVALA |  | VGLPGNSFVV |  | WSILKRMQKR |
| SVTALMVLNL |  | ALADLAVLLT |  | APFFLHFLAQ |  | GTWSFGLAGC |  | RLCHYVCGVS |
| MYASVLLITA |  | MSLDRSLAVA |  | RPFVSQKLRT |  | KAMARRVLAG |  | IWVLSFLLAT |
| PVLAYRTVVP |  | WKTNMSLCFP |  | RYPSEGHRAF |  | HLIFEAVTGF |  | LLPFLAVVAS |
| YSDIGRRLQA |  | RRFRRSRRTG |  | RLVVLIILTF |  | AAFWLPYHVV |  | NLAEAGRALA |
| GQAAGLGLVG |  | KRLSLARNVL |  | IALAFLSSSV |  | NPVLYACAGG |  | GLLRSAGVGF |
| VAKLLEGTGS |  | EASSTRRGGS |  | LGQTARSGPA |  | ALEPGPSESL |  | TASSPLKLNE |
| LN         |  |            |  |            |  |            |  |            |

A: Аланін

C: Цистеїн

D: Аспарагінова кислота

E: Глутамінова кислота

F: Фенілаланін

G: Гліцин

H: Гістидин

I: Ізолейцин

K: Лізин

L: Лейцин

M: Метіонін

N: Аспарагін

P: Пролін

Q: Глутамін

R: Аргінін

S: Серин

T: Треонін

V: Валін

W: Триптофан

Кодований геном білок за функціями належить до рецепторів, g-білокспряжених рецепторів, білків внутрішньоклітинного сигналінгу, фосфопротеїнів. 
Локалізований у клітинній мембрані, мембрані.